# Euro (samenstellingen)
Euro is een vaak gebruikt voorvoegsel bij samenstellingen van namen. Vaak duidt Euro dan het continent Europa of de Europese Unie aan, maar in sommige gevallen ook de munteenheid, de euro.

## Aan de munteenheid euro verwante onderwerpen
- euromunten
- eurobankbiljetten
- euroteken (€).
- eurozone (ook wel: eurosysteem, euroland, eurogebied); de verzamelnaam voor alle landen van de Europese Unie die de euro als munt hebben.
- Euro Banking Association, een samenwerkingsverband van de Europese banken die is gericht op het mogelijk maken van het betalingsverkeer binnen de Eurozone.
- EuroBillTracker, een website ontworpen om de verspreidingspatronen van eurobiljetten te volgen.

## Andere combinaties met Euro
- Europese milieunormen, zie Euro IV en Euro V.
- EURO, de Association of European Operational Research Societies binnen IFORS
- in combinatie met een jaartal: de Europese voetbalkampioenschappen van dat jaar, bijvoorbeeld Euro 2004.
- Euro-Enaer, een Nederlandse vliegtuigbouwer.
- Euro-Engels (of Euro-English), de aanduiding voor Engelse vertalingen van Europese concepten die niet inheems-Engels zijn.
- Euro-Fam, een onafhankelijke Europese pro-life organisatie.
- Euro-Ring, een racecircuit in Hongarije.
- Euro1080, een HDTV-mediabedrijf in Europa.
- Euro7, een televisiezender (1994-1997).
- Euroborg, het voetbalstadion van FC Groningen en een multifunctioneel complex.
- Eurocheque, een in West-Europa geaccepteerde betaalcheque die met de invoering van de euro werd afgeschaft.
- EUROCONTROL, een Europese organisatie met als voornaamste doel het ontwikkelen van een pan-Europees luchtverkeersleidingssysteem.
- EuroCity, een Europese treincategorie voor internationale treinen over lange afstanden.
- Euro Disney S.C.A., de beheerder van het Disneyland Resort Paris (voorheen EuroDisney).
- EuroGames, het belangrijkste homo-sportevenement van Europa.
- Euromast, een toren in Rotterdam.
- EuroNCAP, een standaard van crashtests voor auto's.
- EuroNews, een Europese nieuwszender.
- Eurotoren, de benaming van diverse gebouwen.
- EuroTrip, een Amerikaanse filmkomedie.
- EuroVelo, een netwerk van bewegwijzerde Europese fietsroutes.
- Eurovignet, een certificaat dat in verplicht is in de Benelux, Denemarken en Zweden voor vrachtwagens met een gewicht van 12.000 kilogram of meer die gebruikmaken van autosnelwegen.
- Eurovisiesongfestival, een jaarlijkse presentatie en competitie van liedjes.
- Eurovoetbal, een internationaal voetbaltoernooi voor spelers jonger dan 21 jaar dat jaarlijks in de stad Groningen wordt georganiseerd rond Pinksteren.
- EuroSystems, Nederlands softwarebedrijf voor de creditmanagementmarkt.

### Luchtvaartmaatschappijen
- Euroair, een luchtvaartmaatschappij, met als thuishaven Athene in Griekenland.
- EuroLOT, een regionale luchtvaartmaatschappij, met als thuishaven Warschau in Polen.
- Eurowings, een regionale luchtvaartmaatschappij, met als thuishaven Dortmund in Duitsland.